# Gladica
Gladica (bataljak, barica; lat. Corynephorus), biljni rod iz porodice trava rašireni po Europi, Sredozemlju , jugozapadnoj Aziji i Kavkazu. 
Na popisu je 6 vrsta (jednogodišnje raslinje i trajnice), jedna je libanonski endem. U Hrvatskoj rastu dvije vrste, sivkasti bataljak ili sivkasta gladica i razmaknuti bataljak..

## Vrste
1. Corynephorus articulatus (Desf.) P.Beauv.
2. Corynephorus canescens (L.) P.Beauv.,  sivkasta gladica, sivkasti bataljak
3. Corynephorus deschampsioides Bornm., Libanon (središnji Libanon i Antilibanon)
4. Corynephorus divaricatus (Pourr.) Breistr., razmaknuti bataljak
5. Corynephorus macrantherus Boiss. & Reut.
6. Corynephorus oranensis Murb., alžirski endem